# Jerzy Slaski

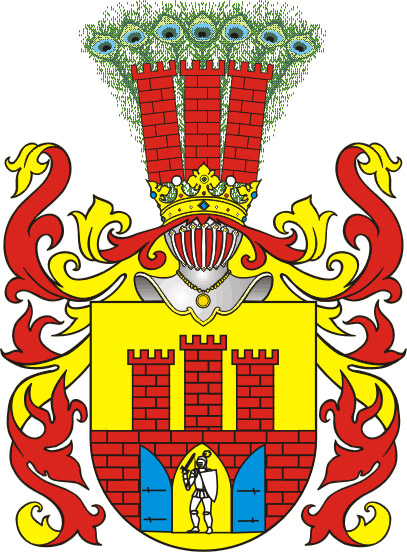
herb Slaskich "Grzymała"

Jerzy Slaski również Ślaski (ur. 21 marca 1881 w Orłowie, zm. 9 czerwca 1939 w Sopocie) – polski ziemianin, działacz społeczny i gospodarczy na Pomorzu.

## Życiorys
Pochodził z gałęzi pomorskiej rodziny Slaskich herbu Grzymała. Był synem Kazimierza Slaskiego, właściciela majątku Orłowo i Heleny z domu Graeve (1854–1925), bratem Witolda Slaskiego,  działacza społecznego i niepodległościowego.
W okresie zaborów działacz patriotyczny, m.in. w Związku Filomatów w Chełmnie. Aresztowany i skazany w procesie toruńskim w 1901. W 1925 był prezesem Zarządu Powiatowego Pomorskiego Rolniczego Towarzystwa. W 1930 jako pierwszy Polak został wybrany na prezesa zarządu cukrowni w Chełmży. W 1939 w ramach reformy rolnej 315 ha z jego majątku zostało wyznaczone do przymusowego wykupu i do obowiązkowej parcelacji.
Zmarł w Sopocie. Spoczął na cmentarzu parafialnym w Płużnicy.

## Życie prywatne
Był mężem Katarzyny z domu Mycielskiej h. Dołęga (1888–1955), z którą miał dwóch synów – Kazimierza, historyka, profesora Instytutu Historii PAN i Stanisława (1914–1981).

## Ordery i odznaczenia
- Krzyż Kawalerski Orderu Odrodzenia Polski (8 listopada 1930)[2]